# Teixidor intermedi
El teixidor intermedi (Ploceus intermedius) és un ocell de la família dels ploceids (Ploceidae).

## Hàbitat i distribució
Habita sabanes riberenques, canyars i arbres de l'oest i sud d'Angola, República Centreafricana, República del Congo, sud-est i est de la República Democràtica del Congo, Uganda, Ruanda, sud-est del Sudan, centre i sud d'Etiòpia, Djibouti i Somàlia cap al sud fins Kenya, Tanzània, Zàmbia, Malawi, Moçambic, nord de Namíbia, nord i est de Botswana i est de Sud-àfrica.